# Musgrave Harbour
Musgrave Harbour is een plaats en gemeente (town) in de Canadese provincie Newfoundland en Labrador. De gemeente ligt aan de noordkust van het eiland Newfoundland.

## Geschiedenis
De plaats stond oorspronkelijk bekend als Muddy Hole, maar kreeg haar huidige naam in de jaren 1860 ter ere van Sir Anthony Musgrave, de toenmalige gouverneur van de Kolonie Newfoundland.
De plaats kreeg in 1954 een gemeentebestuur door de oprichting van het rural district Musgrave Harbour-Doting Cove. In de jaren 70 verkreeg de gemeente het statuut van town en werd tegelijk de naam veranderd tot kortweg Musgrave Harbour.
Op 20 juli 2025 naderde een grote bosbrand (de Ragged Harbour Fire) tot op amper 2 km van de dorpskern. Daarop kondigde het gemeentebestuur de noodtoestand af en moesten alle inwoners en bezoekers verplicht evacueren naar Gander. Op 25 juli mochten de inwoners terug huiswaarts keren. Het dorp liep geen schade op.

## Geografie
Musgrave Harbour ligt aan de Kittiwake Coast van noordelijk Newfoundland nabij het oostelijke uiteinde van Sir Charles Hamilton Sound. Het grondgebied van de gemeente omvat naast Musgrave Harbour zelf ook de plaats Doting Cove.
De gemeente is bereikbaar via provinciale route 330 en ligt 21 km ten noordoosten van het dorp Deadman's Bay. Ten westen van Musgrave Harbour liggen de plaatsen Ladle Cove en Aspen Cove.
De westgrens van de gemeente wordt grotendeels gevormd door een baai genaamd Ragged Harbour en door de Ragged Harbour River die erin uitmondt.

## Demografie
Demografisch gezien is Musgrave Harbour, net zoals de meeste kleine dorpen op Newfoundland, aan het krimpen. Tussen 1991 en 2021 daalde de bevolkingsomvang van 1.528 naar 946. Dat komt neer op een daling van 582 inwoners (-38,1%) in dertig jaar tijd.
| Demografische ontwikkeling van Musgrave Harbour tussen 1956 en 2021                                                                          |
| --- |
| |
| Bron: Statistics Canada (1956–1986, 1991–1996, 2001–2006, 2011–2016, 2021) - Tussen 1971 en 1976 vond er een grondgebiedsuitbreiding plaats. |

### Taal
In 2021 had 99% van de inwoners van Musgrave Harbour het Engels als moedertaal; alle anderen waren die taal machtig. Het Frans, de andere Canadese landstaal, werd datzelfde jaar gesproken door vijf mensen (0,5%), die allen moedertaalsprekers waren. Zo'n vijftien mensen waren een andere taal dan het Engels of Frans machtig.

## Gezondheidszorg
Gezondheidszorg wordt in de gemeente aangeboden door het Musgrave Harbour Community Health Centre. Deze lokale zorginstelling valt onder de bevoegdheid van de gezondheidsautoriteit Central Health en biedt de inwoners uit de omgeving basale eerstelijnszorg aan.

## Banting Memorial Municipal Park
In het oosten van de gemeente, ruim vier kilometer buiten de dorpskern, ligt het Banting Memorial Municipal Park. Dit door het gemeentebestuur uitgebate park werd aangelegd ter ere van Frederick Banting, die in 1923 de Nobelprijs voor de Fysiologie of Geneeskunde ontving vanwege zijn baanbrekend werk rond insuline. Hij was een van de drie dodelijke slachtoffers van de vliegcrash van een Lockheed L-14 Super Electra in 1941 in de omgeving van Musgrave Harbour. Het park huisvest naast een herdenkingsmonument voor Banting ook het wrak van het vliegtuig evenals een intact model van een Lockheed L-14 Super Electra.

## Galerij

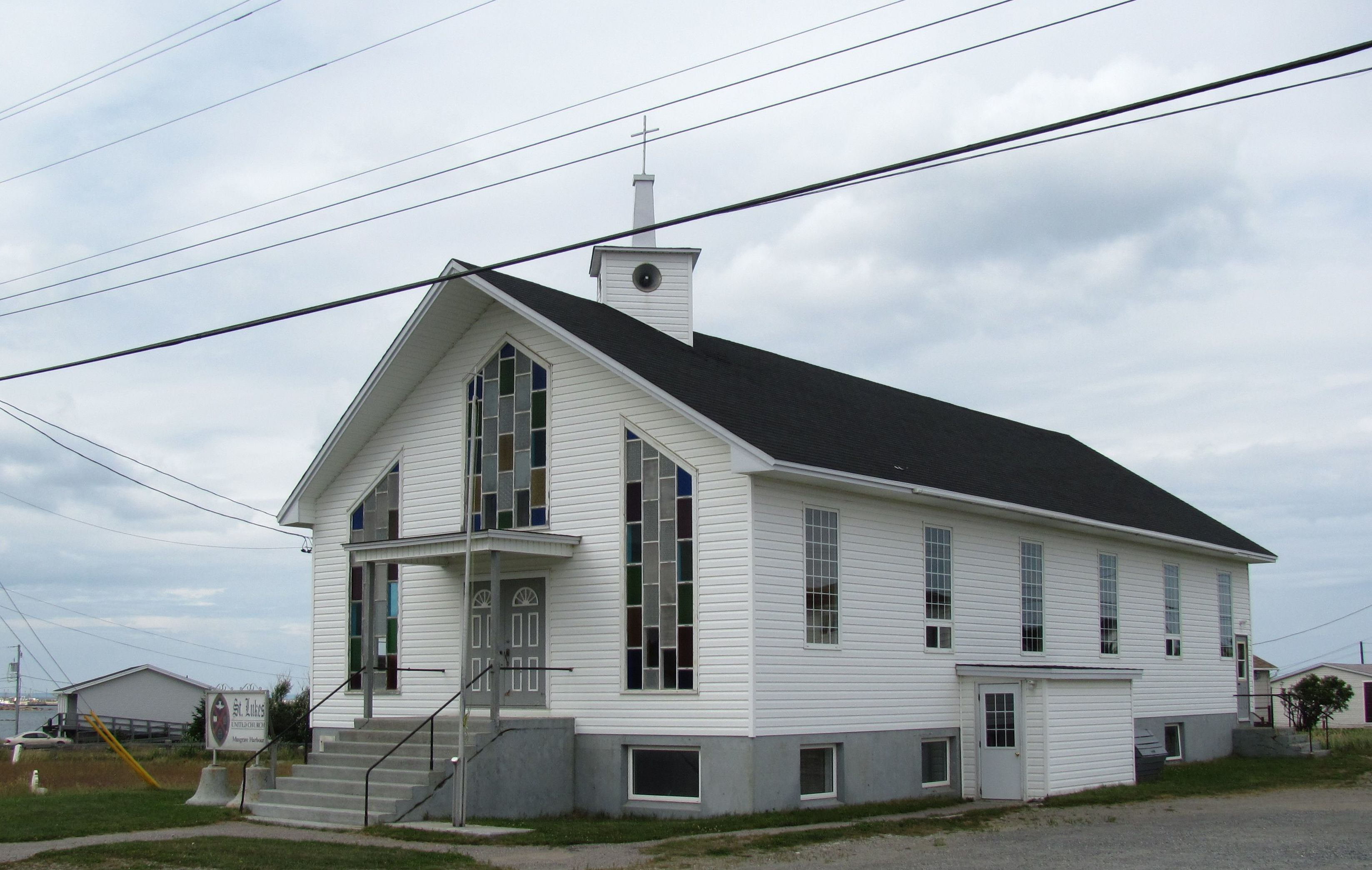
Kerk van de United Church of Canada
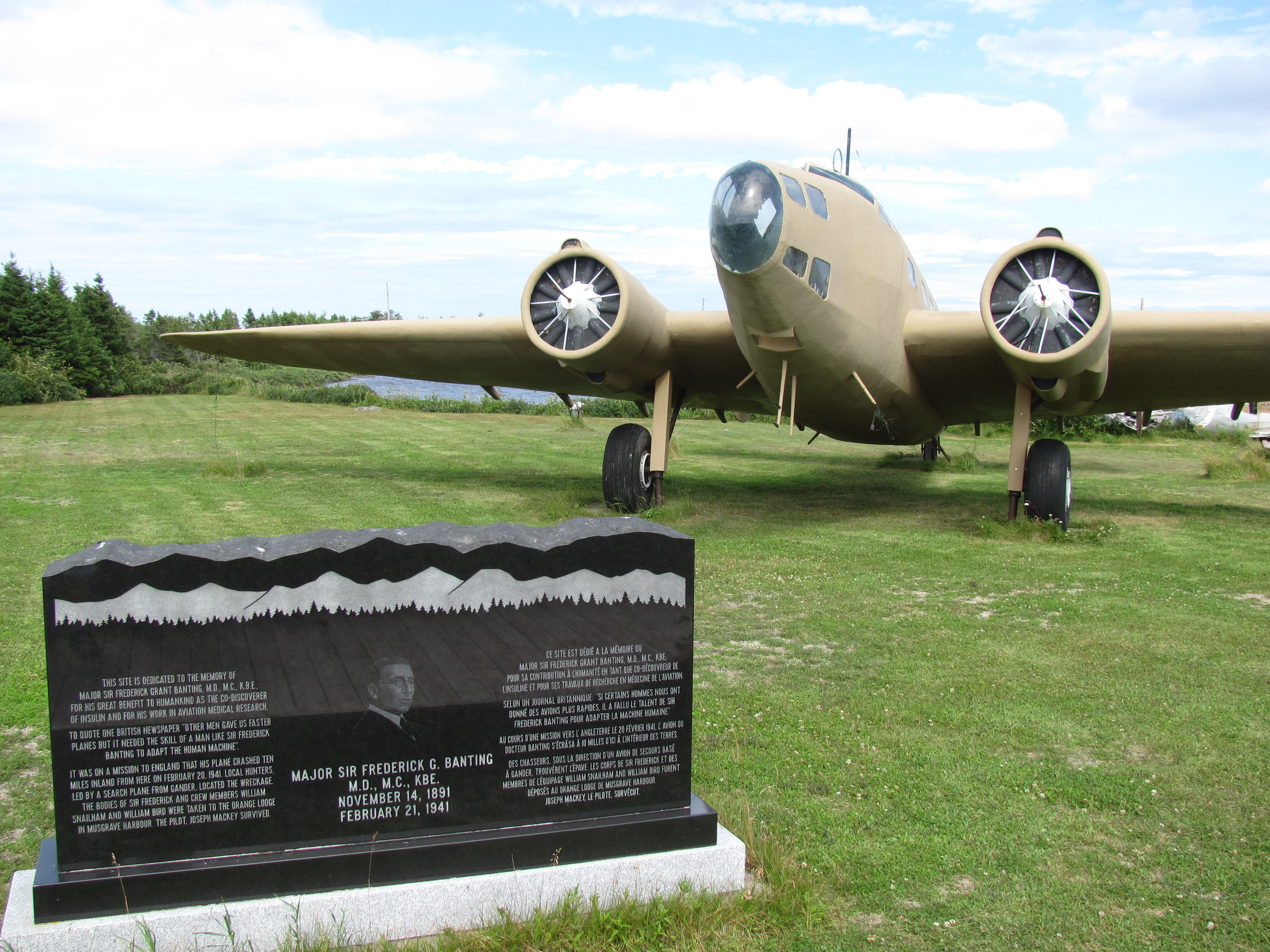
Herdenkingsmonument voor Frederick Banting
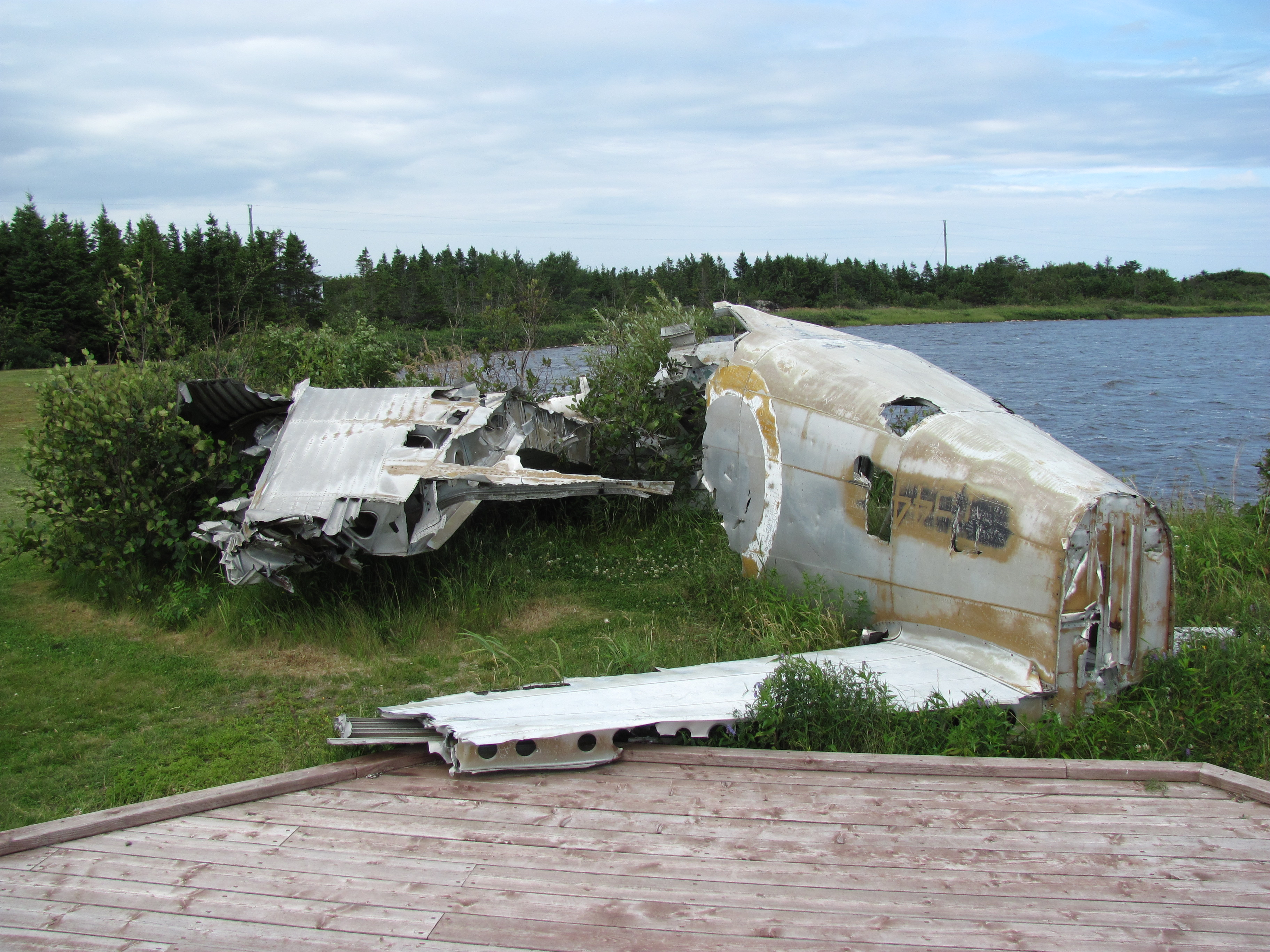
Vliegtuigwrak in het Banting Memorial Park
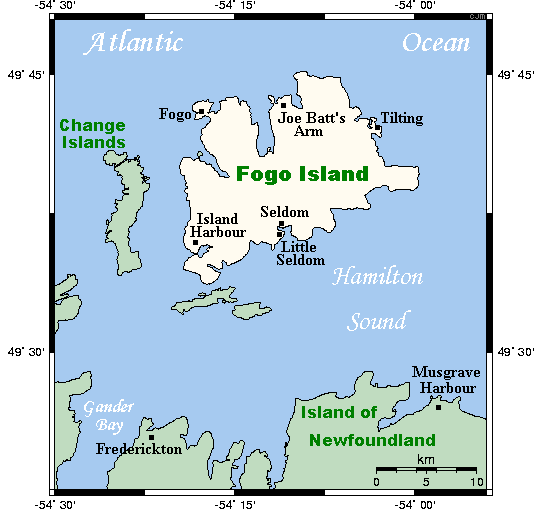
Simplistische landkaart met aanduiding van het dorp